# Die Liebe im Ernstfall
Die Liebe im Ernstfall ist ein Roman der deutschen Autorin Daniela Krien, welcher im Februar 2019 bei Diogenes erschienen ist.

## Handlung
In ihrem Buch beschreibt die Autorin Schicksale von fünf Frauen, alle im Alter von Mitte 40, welche in Leipzig leben. In dem aus fünf Kapiteln aufgebauten Buch ist dabei jeder der Frauen eines dieser Kapitel gewidmet, welche auch nach dem Vornamen der behandelnden Frau benannt sind. Die Erzählweise ist durch einen realistischen, klaren und einfachen Schreibstil geprägt, der eine Art Beobachterstatus beim Leser erzeugt. Die ostdeutsche Herkunft wird teilweise bei Nebenpersonen, wie dem Vater von Malika und Jorinde, thematisiert.
Die Schicksale im Einzelnen:
Paula
Buchhändlerin, welche mit einem Architekten namens Ludger verheiratet war. Aus der Ehe gehen 2 Töchter – Leni und Johanna – hervor. Ludger, welcher sehr dominant und rechthaberisch auftritt, ist dabei sehr auf die Kinder fixiert. Als Johanna am plötzlichen Kindstod stirbt, macht Ludger seine Frau dafür verantwortlich. Diese Vorwürfe sind letztlich auch der Grund für das Scheitern der Ehe. Ludger wandert für eine Zeit nach Dänemark aus und lernt dort eine neue Frau kennen, auch Paula findet mit Wenzel, welchem die Frau verstorben ist, einen neuen Lebenspartner.
Judith
Judith und Paula kennen sich schon seit der Schulzeit und sind immer noch gute Freundinnen. Judith ist Ärztin und beruflich sehr eingespannt. Ihre bestimmenden Hobbys sind ihr Pferd sowie die Verabredung mit Männern auf entsprechenden Online-Plattformen. Über diese Plattform lernt sie auch den älteren und verheirateten Richter Gregor kennen, von welchem sie schwanger wird. Ohne Gregor darüber zu informieren, lässt sie das Kind abtreiben. Wenzel, den Lebenspartner von Paula, lernte Judith als Patienten kennen und war von der intensiven Liebesbeziehung zwischen ihm und seiner kranken Frau beeindruckt.
Brida
Ist eine Schriftstellerin und Patientin von Judith, welche auch eine Art Erstkorrektorin ihrer Bücher ist. Brida lernt in einem Antiquitätenladen den Eigentümer Götz kennen und verliebt sich in ihn. Götz ist gelernter Tischler und bereitet alte Möbel für sein Geschäft auf, wofür er oft osteuropäische Länder bereist, um geeignete und günstige Möbelstücke zu finden. Zum Zeitpunkt des Kennenlernens ist Götz noch mit einer anderen Frau liiert, was jedoch Brida nicht von der Beziehung abhält. Aus der Beziehung mit Götz gehen 2 Kinder – Hermine und Undine – hervor. Götz geht im Laufe der Zeit eine weitere Beziehung mit der jüngeren Svenja ein. Brida versucht erst trotzdem die Beziehung aufrechtzuerhalten und die offene Beziehung mit der neuen Liebhaberin zu akzeptieren, was jedoch auf Dauer nicht gelingt.
Malika
Ist die Lebensgefährtin von Götz, vor dessen Beziehung mit Brida. Malika ist gelernte Musikerin, welche als Musiklehrerin arbeitet. Götz sah sie zum ersten Mal in der Praxis von Judith, bei welcher sie Patientin ist. Einen Tag nach der Begegnung im Wartezimmer der Ärztin sieht sie Götz im Kino und spricht ihn darauf an. Malika ist vom Ende der Beziehung mit Götz sehr verletzt und hat nicht vor, nochmals eine Beziehung mit einem Mann einzugehen.
Jorinde
Ist die jüngere Schwester von Malika. Malika fühlte sich immer gegenüber ihrer jüngeren Schwester von ihren Eltern benachteiligt, was die Beziehung der beiden belastet. Jorinde ist Schauspielerin und lebt anfangs mit ihrem Mann Torben in Berlin, welcher auch Schauspieler ist. Aus der Ehe gehen 2 Kinder hervor. Während die Karriere von Jorinde erfolgversprechend verläuft, bleiben Engagements bei Torben aus, welcher jedoch auch wenig Interesse an seiner beruflichen Entwicklung zeigt. Die Eltern, insbesondere der Vater, sind vom Ehemann von Jorinde wenig begeistert, weil auch die politischen Ansichten weit auseinanderliegen. Die Eltern, welche zu DDR-Zeiten eher regimekritisch agierten, tendieren (insbesondere der Vater) nun in eine eher rechtsradikale Gesinnung, während insbesondere Torben mit linksextremen Ansichten sympathisiert. Als Jorinde wieder schwanger wird, das Kind jedoch nicht von Torben ist, wünscht sie die Scheidung. Torben ist von dieser Entwicklung nicht sonderlich betroffen, da er zeitgleich auch eine Beziehung mit einer jüngeren Geliebten begonnen hat. Um ihre beruflichen Verpflichtungen und die Erziehung ihrer nun 3 Kinder zu gewährleisten, bittet sie ihre Schwester Malika um Hilfe. Beide ziehen daraufhin mit den Kindern in eine gemeinsame Wohnung in Leipzig. Eine Unterstützung vom Vater bei der Wohnungssuche durch eine Bürgschaft lehnt dieser ab. Die beiden gemeinsamen Kinder verbringen jedes zweite Wochenende in Berlin bei Vater Torben und dessen Freundin, obwohl die Kinder dort meist sich selbst überlassen werden. Trotzdem versucht Torben das Sorgerecht, wohl aus den daraus entstehenden finanziellen Vorteilen, für die Kinder zu erhalten und bezieht sich dabei auch auf die hauptsächliche Erziehung der Kinder durch zwei Frauen. Das Ende dieses Sorgerechtsstreites bleibt im Roman offen, Jorinde und Malika sehen hier jedoch optimistisch der Entscheidung entgegen.

## Rezeption

### Kommerzieller Erfolg
Der Roman gilt als literarischer Überraschungserfolg des Jahres 2019 und konnte sich einen Monat nach der Veröffentlichung auf der Bestsellerliste des Spiegels platzieren, welche er im Juli/August des Jahres drei Mal anführte; er gehört zu den 10 erfolgreichsten literarischen Büchern 2019. Die bisherigen im Graf Verlag erschienenen Veröffentlichungen der Autorin wurden von der Kritik gelobt, konnten sich jedoch nicht auf der Bestsellerliste platzieren.

### Zeitgenössische Kritik
Insgesamt wurde das Buch von den Literaturkritikern meist positiv bewertet.
So sieht Burkhard Müller in der Süddeutschen Zeitung in den fünf Frauenbiographien einen einfühlsamen vielstimmigen weiblichen Chor, welcher ein Panorama des gesellschaftlichen Umbruchs in einer wunderbar leichten Erzählweise aufzeigt. Müller sieht dabei auch die Männer nicht eindimensional dargestellt, wohingegen Carsten Otte im Tagesspiegel von einem Lobgesang auf das Matriarchat spricht, bei welchem die Männlichkeit als verantwortungslos beschrieben wird und insgesamt politische Klischees vorherrschen. Trotzdem hält er es in seiner Darstellung vom Scheitern klassischer Beziehungsmodelle und der Suche nach neuen Lebenswegen durchaus lesenswert. Für Ursula März in der Zeit sind die beschriebenen zeitgenössischen Probleme von Frauen in der Moderne zu sehr mit Schuldgefühlen der Protagonistinnen behaftet. Für Julia Schröder im Deutschlandfunk als auch für Anja Maier in der taz schreibt die Autorin einfühlsam Frauen in der Generation des Postpatriarchats, auf dem Weg eigene Entscheidungen für ihr Schicksal auf der Suche nach Lebenszufriedenheit zu treffen. Rainer Moritz ist in seiner Kritik in der Neuen Zürcher Zeitung insbesondere von der präzisen, aber selten pathetischen Sprache des Romans beeindruckt und bezeichnet ihn als intelligent unterhaltende deutsche Gegenwartsliteratur.